# Österreichische Gesellschaft für Allergologie und Immunologie
Die Österreichische Gesellschaft für Allergologie und Immunologie (ÖGAI) ist eine wissenschaftliche Fachgesellschaft, deren Ziel in der Förderung der Forschung, der Lehre und der Information auf den Gebieten der Allergologie und Immunologie vor allem in Österreich besteht. Die Gesellschaft ist eingetragen als gemeinnütziger Verein.

## Geschichte
Gegründet wurde die ÖGAI auf Initiative des Vorstandes des Instituts für Immunologie der Universität Wien, Carl Steffen, und des Leiters des ersten privaten Wiener Allergieinstitutes, Alois Ferstl. Auf der konstituierenden Generalversammlung am 8. Mai 1971 wurde Steffen zum ersten Präsidenten der ÖGAI gewählt. Die ÖGAI wurde in der Absicht gegründet, die Allergologen, klinischen Immunologen und immunologischen Grundlagenforscher Österreichs in einer gemeinsamen Gesellschaft zusammenzufassen, um durch wechselseitigen wissenschaftlichen Austausch eine möglichst effektive Kooperation dieser Disziplinen zu ermöglichen und schneller Fortschritte bei der Praxisanwendung neuer Erkenntnisse zu erzielen. In den ersten Jahren nach ihrer Gründung trat die ÖGAI mehreren internationalen Dachgesellschaften bei, die sich auf dem Gebiet der Immunologie und der Allergologie engagieren. Besonders intensive Kontakte pflegt die ÖGAI schon seit den 1970er Jahren mit der Deutschen Gesellschaft für Immunologie und der Ungarischen Gesellschaft für Immunologie, die insbesondere durch gemeinsame Tagungen intensiviert wurden. Unter anderem durch jahrelange standespolitische Arbeit erreichte die ÖGAI, dass im Rahmen der Ärztegesetznovelle 1993 die medizinische Ausbildungsspezialisierung zum Facharzt für Immunologie in Österreich geschaffen wurde. Im Jahr 2019 wurde die Nachwuchsorganisation der ÖGAI, Next Generation Immunologists (NGI), gegründet.

## Aktivitäten
Den Vereinszweck erfüllt die Gesellschaft durch die Organisation von wissenschaftlichen Sitzungen und Fachtagungen zum Austausch wissenschaftlicher Erkenntnisse auf dem Gebiet der Allergologie und Immunologie und durch die Förderung des Dialogs zwischen klinisch und wissenschaftlich tätigen Allergologen und Immunologen. Durch die Vergabe von Fachpreisen und Auszeichnungen für besondere Forschungsleistungen sowie durch die Durchführung wissenschaftlicher Fortbildungssymposien fördert die ÖGAI den wissenschaftlichen Nachwuchs auf dem Gebiet der Allergologie und Immunologie in Österreich. Darüber hinaus erstellt sie Leitlinien zur allergologischen Diagnostik, insbesondere für Österreich, im Rahmen internationaler Dachgesellschaften aber auch länderübergreifend in Zusammenarbeit mit verwandten Fachgesellschaften anderer Länder. So beteiligt sich die ÖGAI beispielsweise seit 1994 aktiv an der Organisation der unregelmäßig stattfindenden Tatra Immunology Conferences in der Slowakei, bei der international führende Immunologen Nachwuchswissenschaftlern die Grundlagen der Immunologie vermitteln. Tiefgehende Beziehungen und wissenschaftlichen Austausch pflegt die ÖGAI unter anderem mit den entsprechenden Fachgesellschaften ihrer direkten Nachbarländer, vor allem mit denen der Nachfolgestaaten Österreich-Ungarns.
Die ÖGAI hält eine große Jahrestagung meist im Herbst ab, bei der sich experimentelle und klinische Forscher aus ganz Österreich treffen, um ihre neuesten Forschungsergebnisse vorzustellen und auszutauschen. In diesem Rahmen finden auch weiter spezialisierte Fortbildungssymposien statt, zu denen auch internationale Forscher der beiden Fachgebiete der Gesellschaft als Vortragende zu Gast sind. Weiters ist die ÖGAI in entsprechenden Fachfragen erster Ansprechpartner für Laien und insbesondere auch für österreichische Behörden und Sozialversicherungen.

## Vergebene Preise und Auszeichnungen
Die Gesellschaft vergibt seit 1988 jährlich den Karl Landsteiner-Preis für herausragende Leistungen auf dem Gebiet der immunologischen Grundlagenforschung. Ebenfalls für Leistungen auf dem Gebiet der Immunologie wird von ihr seit 2004 in unregelmäßigen Abständen die Karl Landsteiner-Medaille verliehen. Darüber hinaus vergibt die Gesellschaft seit 1986 jährlich den Clemens von Pirquet-Preis für Allergieforschung und seit 1988 in unregelmäßigen Abständen die Clemens von Pirquet-Medaille zur Ehrung von verdienten Allergologen. Zur Förderung des wissenschaftlichen Nachwuchses vergibt die ÖGAI darüber hinaus jährlich mehrere Dissertationspreise.

## Präsidenten
- 1971–1984 Carl Steffen
- 1984–1988 Othmar Förster
- 1988–1992 Walter Knapp
- 1992–1994 Georg Wick
- 1994–1996 Marta Eibl
- 1996–1998 Konrad Schauenstein
- 1998–2000 Georg Stingl
- 2000–2002 Dietrich Kraft
- 2002–2004 Hannes Stockinger
- 2004–2006 Beatrix Grubeck-Loebenstein
- 2006–2008 Josef Smolen
- 2008–2010 Rudolf Valenta
- 2010–2012 Gerhard Zlabinger
- seit 2012: Fatima Ferreira

## Mitgliedschaften
Die ÖGAI ist Mitglied folgender Dachgesellschaften:
- European Academy of Allergy and Clinical Immunology (EAACI)
- European Federation of Immunological Societies (EFIS)
- Federation of Clinical Immunological Societies (FOCIS)
- International Union of Immunological Societies (IUIS)
- Verein der wissenschaftlichen Gesellschaften Österreichs (VWGÖ)
- World Allergy Organisation (WAO)